# Metopobactrus
Genre
Metopobactrus est un genre d'araignées aranéomorphes de la famille des Linyphiidae.

## Distribution
Les espèces de ce genre se rencontrent en écozone holarctique.

## Liste des espèces
Selon World Spider Catalog (version 25.0, 22/01/2024) :
- Metopobactrus ascitus (Kulczyński, 1894)
- Metopobactrus cavernicola Wunderlich, 1992
- Metopobactrus cornis Seo, 2018
- Metopobactrus deserticola Loksa, 1981
- Metopobactrus falcifrons Simon, 1884
- Metopobactrus nadigi Thaler, 1976
- Metopobactrus nodicornis Schenkel, 1927
- Metopobactrus orbelicus Deltshev, 1985
- Metopobactrus pacificus Emerton, 1923
- Metopobactrus prominulus (O. Pickard-Cambridge, 1873)
- Metopobactrus verticalis (Simon, 1882)

## Systématique et taxinomie
Ce genre a été décrit par Simon en 1884 dans les Theridiidae.

## Publication originale
- Simon, 1884 : Les arachnides de France. Paris, vol. 5, p. 180-885 (texte intégral).